# Rawiczów
Rawiczów [pronunciación en polaco: /raˈvit͡ʂuf/] es un pueblo ubicado en el distrito administrativo de Gmina Nowy Kawęczyn, dentro del condado de Skierniewice, Voivodato de Łódź, en el centro de Polonia. Se encuentra a unos 5 kilómetros al noroeste de Nowy Kawęczyn, a 6 kilómetros al sureste de Skierniewice, y a 53m kilómetros al este de la capital regional Łódź.